# Grangärde hembygdsgård

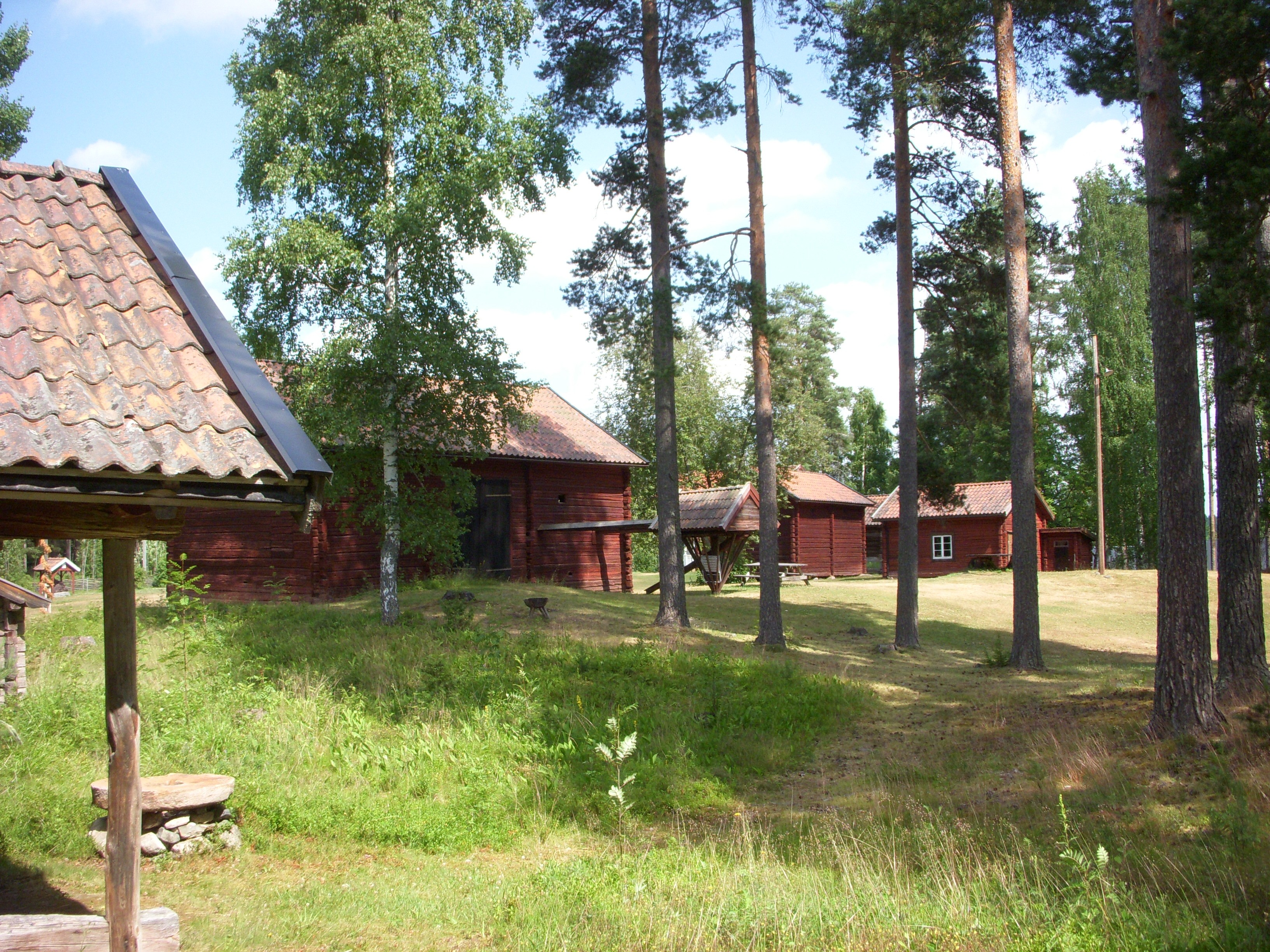
Grangärde hembygdsgård sommaren 2010.

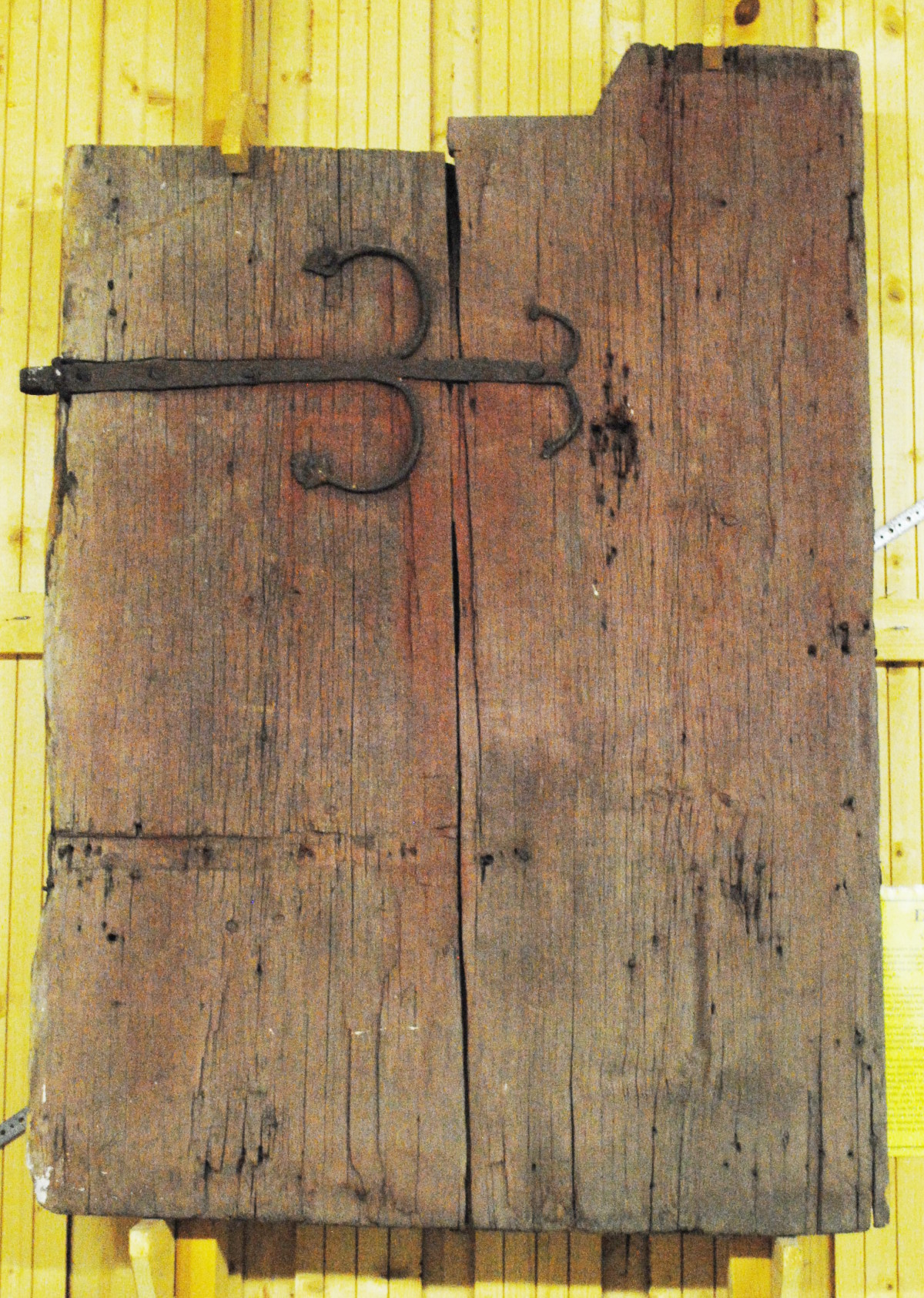
Dörren från Grytänge dendrodaterad till 1413.

Grangärde hembygdsgård är en hembygdsgård som  ligger i Sunnansjö i Ludvika kommun.
Hembygdsgården drivs av Grangärde hembygdsförening som bildades 1924. 1929 förvärvade hembygdsföreningen ett markområde i Sunnansjö och hembygdsgården började byggas upp. Den första byggnaden som sattes upp var en ria (ett torkhus för spannmål) från Västansjö som 1930 hade skänkts av godsägaren Karl Björ från Sunnansjö. Gårdens byggnader och samlingar representerar bergsmansmiljön som under 300 år präglade Grangärdebygden och jord- och skogsbruksverksamhet som alltid funnits i dessa trakter. 
Det äldsta föremålet hembygdsgårdens samlingar är en dörr från tidigt 1400-tal. Den har möjligen tillhört kapellet i Grytänge som var en föregångare till Grangärde kyrka. Bland de äldsta byggnaderna är Jan-Hans dubbelbod vars byggtimmer fälldes under vinterhalvåret 1681- 82, som en dendrokronologisk analys från 1998 visade. En av stockarna är dock daterad till 1751 - 52. Hembygdsgården har en textilsamling, som innehåller kläder som förr användes till vardag och fest. Inom området finns även ett arkiv med bland annat material från hyttepoken.

## Byggnader i urval
Årtal i parentes anger när byggnaden kom till hembygdsgården
- Torkria från Västansjö (1930)
- Mangårdsbyggnad från Skattlösberg (1932)
- Stall från Jansbrändan (1937)
- Svalbod från Jansbrändan (1938)
- Tröskloge från Risgården, Saxhyttan (1941)
- Fäbodstuga från Vålbodarna (1946) numera kaffestuga
- Lada från Norhyttan (1958)
- Stolpbod från Knutsberg (1964)
- Huggarbarack från Kullen (1965)
- Ängslada från Kullen (1970)
- Dubbelbod (Jan-Hansboden) från Jan Hans gård i Saxdalen (1972)
- Lågnässtugan (1978)
- Smedja från Daniel-Persgården i Saxdalen (1979)

Dessutom finns en dansbana som uppfördes 1944

## Bilder

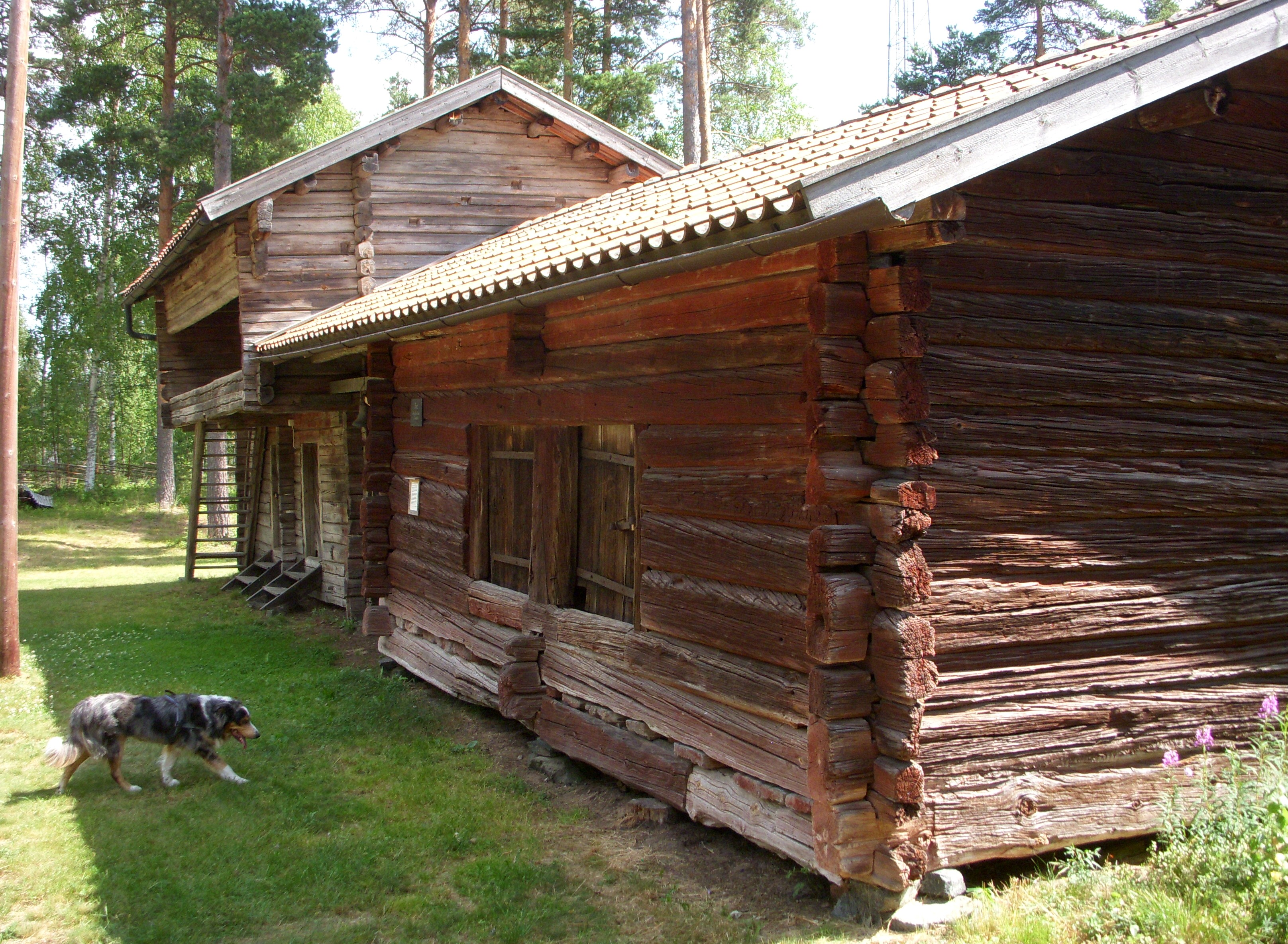
Jan-Hans dubbelbod
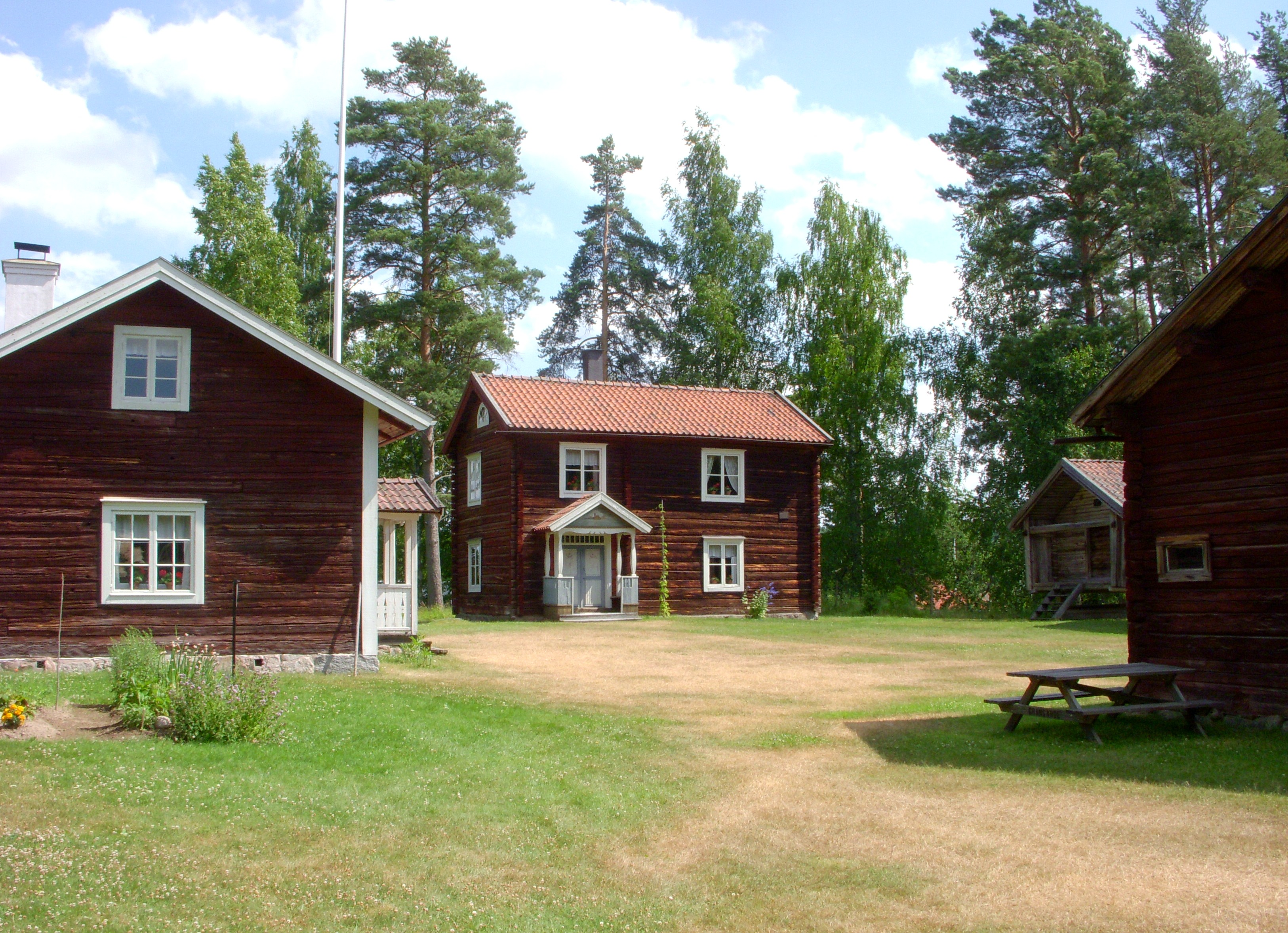
Lågnässtugan (t.v.) och mangårdsbyggnad
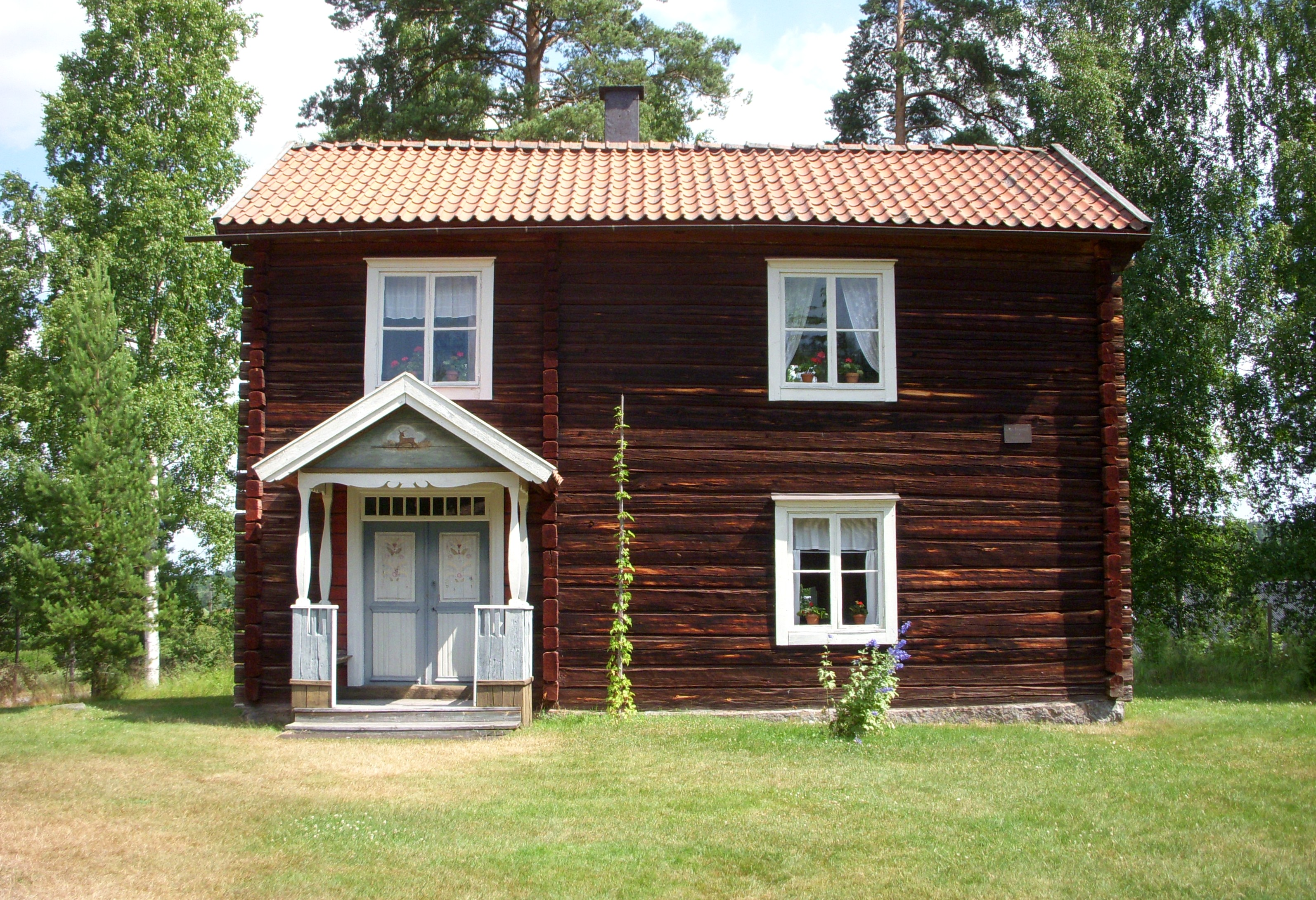
Mangårdsbyggnad
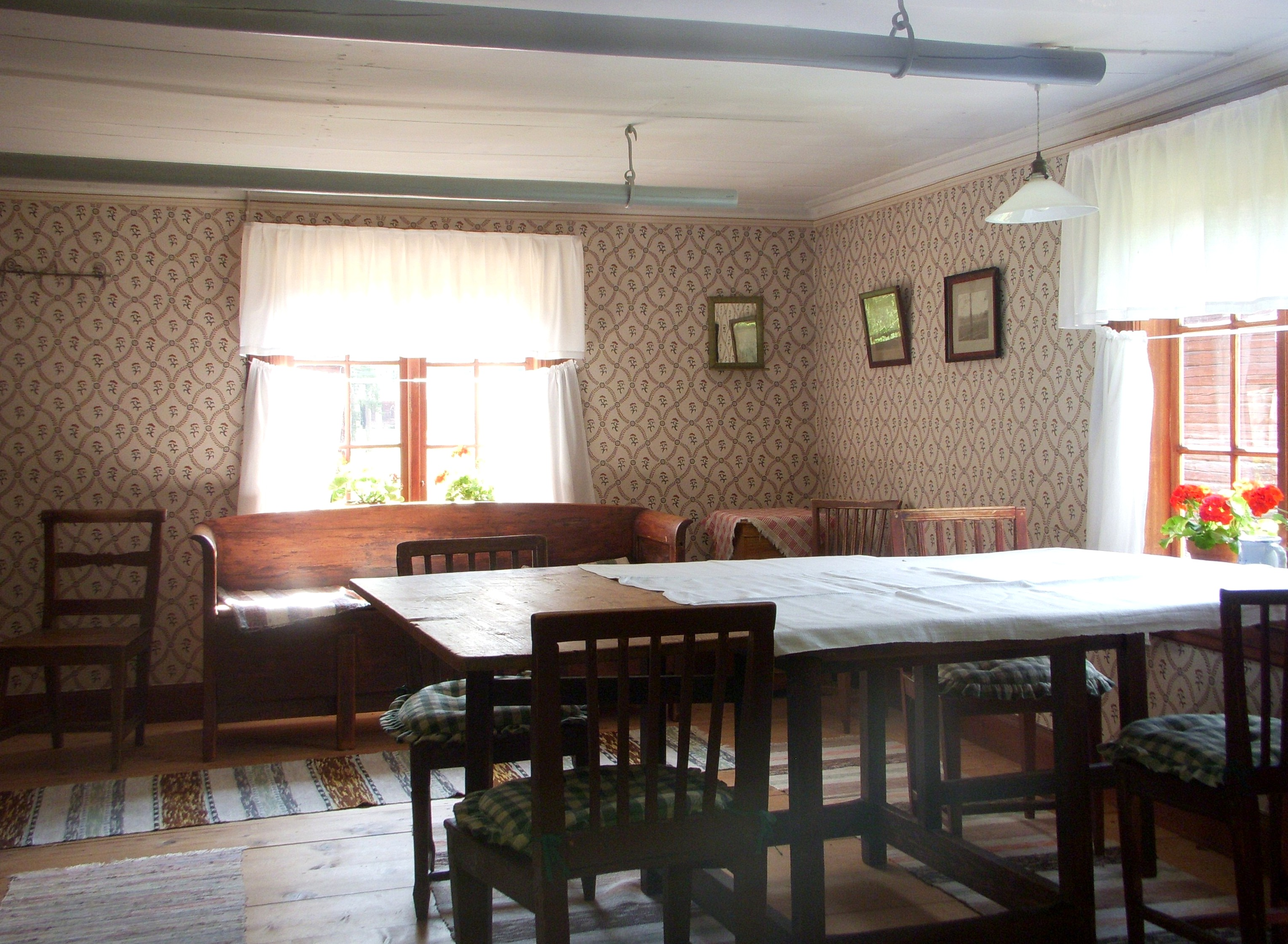
Lågnässtugans interiör